# Chelonarium emys
Chelonarium emys là một loài bọ cánh cứng trong họ Chelonariidae. Loài này được Kirsch miêu tả khoa học đầu tiên năm 1873.